# Калман Ковач
Калман Ковач (мађ. Kovács Kálmán; Будимпешта, 11. септембар 1965) био је мађарски фудбалер који је играо на позицији нападача. Био је учесник Светског првенства у Мексику 1986. године.

## Каријера

### Клуб
Фудбал је започео у пионирском тиму Кишпешта 1974. године када је имао 9 година. Први пут је заиграо 1983. и био је део Хонведових тимова који су доминирали осамдесетих, освојивши 5 шампионских титула и 2 трофеја првака мађарског купа.
Током 1989. потписао је за АЈ Оксер у Француској. У сезони 1990/91, клуб је завршио на трећем месту лиге. Пролећа 1992. кратко се вратио у Кишпешт и помогао је клубу да освоји треће место у лиги. Следеће сезоне прешао је у француски ФК Валенсјен, а потом је играо за белгијски Ројал Антверпен у само четири лигашке утакмице.
У 1994. се вратио у Кишпешт на једну сезону, постигавши 19 голова у 28 утакмица, али је клуб завршио на четвртом месту.
Од 1995. до 1996. играо је за кипарски Апоел] са Јожефом Киприхом и Иштваном Козмом, где су освојили лигу и куп. Затим је наступао за швајцарски СР Делемонт, а своју прволигашку каријеру у Кишпешту завршио је 1998. године.

### Репрезентација
У 1984. години, освојио је Европско првенство као део У18 тима Мађатске. За сениорску репрезентацију Мађарске играо је 56 пута од 1985. до 1995. године и забележио 19 голова. Такође је био део тима на Светском првенству у Мексику 1986. године.

## Достигнућа
Хонвед
- Прва лига Мађарске у фудбалу: 
  - шампион: 1983/84, 1984/85, 1985/86, 1987/88, 1988/89
- Куп Мађарске у фудбалу: 
  - првак: 1984/85, 1988/89

Апоел
- Прва лига Кипра у фудбалу: 
  - шампион: 1996.
- Куп Кипра у фудбалу:
  - првак: 1996.
- Суперкуп Кипра у фудбалу:
  - првак: 1996.